# Vlag van Schiermonnikoog

Vlag van de gemeente Schiermonnikoog

De vlag van Schiermonnikoog is bij raadsbesluit op 19 april 1949 vastgesteld als de gemeentelijke vlag van Schiermonnikoog. Dit was een bevestiging van deze vlag die vanaf de 17e eeuw werd gevoerd als de vlag van Schiermonnikoog en die in 1708 was opgetekend door Hesman. In het raadsbesluit wordt de vlag als volgt beschreven:
Zeven liggende banen met van boven naar onder de kleuren rood, wit, blauw, groen, rood, wit en blauw.
Niet vermeld wordt dat de banen van gelijke hoogte zijn, wat de hoogte-lengteverhouding van de vlag is en wat de exacte kleuren zijn. De vlag werd voor het eerst beschreven door Hesman in 1708. 

## Achtergrond
De kleuren rood, wit en blauw verwijzen volgens Sierksma naar de Nederlandse vlag, terwijl de groene kleur het eiland symboliseert. Volgens de gemeentelijke website is deze kleur gelijk aan die van de grond waarop de monnik in het gemeentewapen staat. 
Achtkarspelen · 
Ameland · 
Dantumadeel · 
De Friese Meren · 
Harlingen · 
Heerenveen · 
Leeuwarden · 
Noardeast-Fryslân · 
Ooststellingwerf · 
Opsterland · 
Schiermonnikoog · 
Smallingerland · 
Súdwest-Fryslân · 
Terschelling · 
Tietjerksteradeel · 
Vlieland · 
Waadhoeke · 
Weststellingwerf